# Agrypon fuscicorne
Agrypon fuscicorne är en stekelart som först beskrevs av Cameron 1902.  Agrypon fuscicorne ingår i släktet Agrypon och familjen brokparasitsteklar. Inga underarter finns listade i Catalogue of Life.